# هجوم مجدل شمس
وقع هجوم مجدل شمس في 27 يوليو 2024، عندما سقط صاروخ على قرية مجدل شمس الدرزية في هضبة الجولان المحتلة. أصاب الصاروخ ملعب كرة قدم محلي، مما أدى إلى مقتل 12 طفلًا وإصابة 34 آخرين. نُقلَ بعض المصابين بإصابات متفاوتة الخطورة إلى المستشفيات بواسطة فرق نجمة داوود الحمراء وطائرات الهليكوبتر التابعة للاحتلال الإسرائيلي.
وَجّهت وسائل الإعلام والسلطات الإسرائيلية أصابع الاتهام إلى حزب الله اللبناني. في حين نفى الحزب مسؤوليته عن الحدث.

## خلفية
بعد هجوم حماس في 7 أكتوبر، انضم حزب الله إلى النزاع في اليوم التالي، وأطلق صواريخ موجهة وقذائف مدفعية على التجمعات والمرافق العسكرية الإسرائيلية في الجليل والجولان.

## الهجوم
في الساعة 18:18 دوت صافرات الإنذار في مجدل شمس بعد إطلاق وابل من الصواريخ باتجاه الشمال، ثم أصابت قذيفة وانفجرت في ملعب لكرة القدم في البلدة، ووفقًا للتقارير الأولية، أصيب أحد عشر شخصًا، خمسة منهم في حالة حرجة وستة في حالة خطيرة. وقد نفى المسؤول الكبير ومسؤول العلاقات الخارجية في حزب الله محمد عفيف مسؤولية الحزب عن الهجوم. بينما ذكر الجيش الإسرائيلي أنه أجرى تقييمًا وإدعى فيه أن حزب الله مسؤول عن الهجوم الصاروخي. تم تنفيذ هجوم الصواريخ بعد أن قضت إسرائيل على أربعة مقاتلين من وحدة الرضوان، وحدة القوات الخاصة لحزب الله التي تتمثل مهمتها الرئيسية في التسلل إلى شمال إسرائيل.[بحاجة لمصدر]
استبعد فايز الدويري أن يطلق حزب الله الصاروخ على مجدل شمس، واحتمل أن يكون الصاروخ أُطلق من جنوب لبنان ولكن حدث به خلل فني فسقط، أو أن صاروخ اعتراضي إسرائيلي ضل الطريق، فسقط في المنطقة. في حين قال شهود عيان، أن صاروخ اعتراضي اسرائيلي انحرف عن مساره، وسقط في الملعب. وقالت الخارجية السورية أن إسرائيل هي المسؤولة عن الهجوم.

## ردود الفعل
- إسرائيل: بعد الهجوم قال وزير الخارجية يسرائيل كاتس أن «الهجوم تجاوز كل الخطوط الحمراء وحذر من حرب شاملة محتملة مع حزب الله ولبنان، وذكر أنه في حين أن الصراع سيأتي بتكلفة كبيرة، فإن الهدف هو هزيمة حزب الله بشكل حاسم واستعادة السلام، ووجه وزارة الخارجية لإعداد حملة عالمية لدعم الإجراءات في لبنان»،[16] وأدان الرئيس إسحاق هرتسوغ الهجوم ووصفه بأنه «كارثة مروعة». ووصف الهجوم بأنه عمل وحشي يستهدف الأطفال الذين كانوا يلعبون كرة القدم ببساطة، قائلاً: «لم يعودوا». وحث هرتسوغ «المجتمع الدولي على عدم الصمت ضد تصرفات حزب الله، التي ربطها بالنفوذ الإيراني»، مؤكدًا أن إسرائيل «ستدافع بحزم عن مواطنيها وسيادتها».[17] وفيما تحدث رئيس الوزراء بنيامين نتنياهو هاتفيًا مع الشيخ موفق طريف زعيم الدروز في إسرائيل في أعقاب الهجوم، معربًا عن "رعبه العميق" من مقتل "الأطفال والأبرياء". وأكد أن إسرائيل سترد بقسوة، قائلاً إن حزب الله "سيدفع ثمنًا باهظًا لهذا لم يدفعه حتى هذه النقطة" بحسب تعبيره.[18]
- الدروز: ودان الزعيم الروحي للطائفة الدرزية الشيخ موفق طريف الهجوم، وقال: "لقد صدمنا بشدة من المذبحة المروعة في القرية الدرزية، وهي هجوم إرهابي وحشي وقاتل أصاب أطفالاً أبرياء يلعبون كرة القدم. إن مشهد جثث الأطفال المتناثرة على العشب لا يوصف"، وأضاف: "لا يمكن لدولة متحضرة أن تسمح باستمرار الأذى لمواطنيها وسكانها. هذا هو الواقع منذ تسعة أشهر في المجتمعات الشمالية. الليلة، تجاوز كل الخطوط الحمراء الممكنة".[6]
- الحكومة اللبنانية:
- حزب الله: أعلن حزب الله أنه نفذ تسع هجمات باستخدام الصواريخ والطائرات بدون طيار الانتحارية ضد أهداف تابعة للجيش الإسرائيلي بما في ذلك معاليه جولاني المنارة وزبدين وراميم ردًا على الغارات الجوية الإسرائيلية،[19] لكنه نفى استهداف مجدل شمس.[11]